# Beechcraft Jet Mentor
Beechcraft Jet Mentor (Model 73) – amerykański samolot szkolno-treningowy zaprojektowany przez firmę Beechcraft na potrzeby United States Air Force. Maszyna powstała na bazie samolotu z napędem turbośmigłowym Beechcraft T-34 Mentor.

## Historia

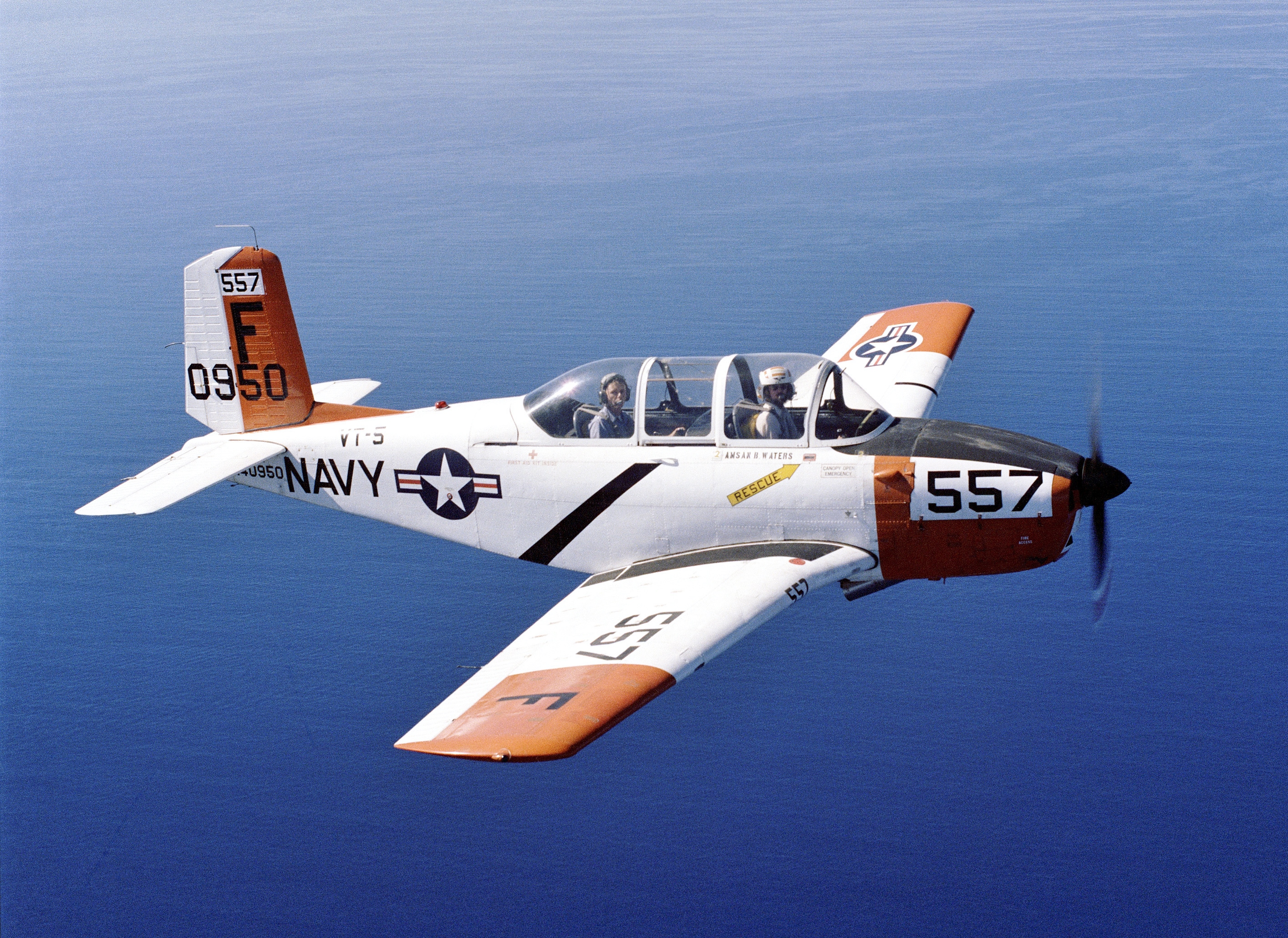
T-34 Mentor, na konstrukcji którego oparto Model 73

Wiosną 1952 roku amerykańskie siły powietrzne ogłosiły konkurs Trainer Experimental (TX) na nowy, lekki samolot szkolno-treningowy, przeznaczony do szkolenia podstawowego. Wymagano, aby maszyna napędzana była silnikiem odrzutowym i przeznaczona dla dwuosobowej załogi – instruktora i kursanta. W odpowiedzi na zapotrzebowanie US Air Force, amerykański producent Beechcraft w 1955 roku zaprojektował i zbudował niewielki, dwumiejscowy samolot szkolny oznaczony przez wytwórnię jako Model 73. Była to w pełni metalowa maszyna, wyposażona w trójzespołowe podwozie z przednim podparciem, napędzana pojedynczym silnikiem Continental Motors YJ69-T-9. Jednostka napędowa była licencyjną wersją francuskiego silnika Turbomeca Marboré. Według założeń projektantów, nowy samolot miał mieć maksymalnie dużą liczbę wspólnych elementów konstrukcyjnych i systemów z turbośmigłową wersją T-34. Tym samym, w wersji odrzutowej wykorzystano skrzydła z T-34, dodatkowo zaopatrzone w aerodynamiczne hamulce i jego sekcję ogonową. Wydłużono kadłub, aby zdolny był on pomieścić jednostkę napędową. Dwuosobowa, w pełni hermetyzowana kabina z miejscami w układzie tandem zaopatrzona była w wyrzucane fotele. Prototyp samolotu oblatano 18 grudnia 1955 roku, za sterami maszyny siedział pilot doświadczalny wytwórni, Tom Gillespie. Pozostałe biorące udział w rywalizacji samoloty oblatano 26 marca 1956 roku - Temco TT Pinto (napędzany tym samym silnikiem co Jet Mentor) i 12 października 1954 roku - Cessna T-37 Tweet. Z rywalizacji zwycięsko wyszła maszyna Cessny. US Air Force preferując jako bardziej niezawodny dwusilnikowy napęd i kabinę z miejscami ustawionymi obok siebie, wybrały T-37 Tweet. Nie był to jednak koniec projektu, gdyż samolot o podobnych właściwościach i przeznaczonych do tych samych zadań poszukiwany był również przez United States Navy, która niejako w spadku po siłach powietrznych przejęła obydwu przegranych – samoloty Jet Mentor i Temco TT. Pod koniec 1956 roku w Naval Air Test Center (NATC) obydwie maszyny przeszły serię prób porównawczych. Z rywalizacji zwycięsko wyszedł tym razem Temco TT, który został wybrany z uwagi na mniejsze koszty zakupu i eksploatacji. Projekt Jet Mentor nie był dalej rozwijany, a jedyny wybudowany egzemplarz można do dziś oglądać w Kansas Aviation Museum mieszczącym się w Wichita w Kansas.